# Liste der Kulturgüter in Oberhallau
Die Liste der Kulturgüter in Oberhallau enthält alle Objekte in der Gemeinde Oberhallau im Kanton Schaffhausen, die gemäss der Haager Konvention zum Schutz von Kulturgut bei bewaffneten Konflikten, dem Bundesgesetz vom 20. Juni 2014 über den Schutz der Kulturgüter bei bewaffneten Konflikten sowie der Verordnung vom 29. Oktober 2014 über den Schutz der Kulturgüter bei bewaffneten Konflikten unter Schutz stehen.
Objekte der Kategorien A und B sind vollständig in der Liste enthalten, Objekte der Kategorie C fehlen zurzeit (Stand: 1. Januar 2023).

## Kulturgüter
| Foto |                                                                                 | Objekt                                                           | Kat. | Typ | Standort                                 | Beschreibung |
| ---- | ------------------------------------------------------------------------------- | ---------------------------------------------------------------- | ---- | --- | ---------------------------------------- | ------------ |
| BW   | Datei hochladen · Wikidata zu Überhürst (neolithisches Grabenwerk) (Q104692121) | Überhürst, neolithisch-eisenzeitliches Grabenwerk KGS-Nr.: 09660 | A    | F   | 677930 / 283700                          |              |
| ja   | Datei hochladen · Wikidata zu Kirche (Q29787379)                                | Kirche KGS-Nr.: 14251                                            | B    | G   | Herrengasse 678047 / 284325              |              |
| BW   | Datei hochladen · Wikidata zu Pfarrhaus (Q29787382)                             | Pfarrhaus KGS-Nr.: 14252                                         | B    | G   | Mitteldorfstrasse 10 678000 / 284367     |              |
| ja   | Datei hochladen · Wikidata zu Wohnhaus (Q29787384)                              | Wohnhaus KGS-Nr.: 14253                                          | B    | G   | Dorfstrasse 34 677748 / 284113           |              |
| BW   | Datei hochladen                                                                 | Fruchtspeicher KGS-Nr.: 14254                                    | B    | G   | Dorfstrasse 677945 / 284257              |              |
| BW   | Datei hochladen                                                                 | Ökonomiegebäude mit Wohnanbau KGS-Nr.: 14255                     | B    | G   | Hinterdorfstrasse 21, 25 678051 / 284600 |              |
| BW   | Datei hochladen                                                                 | Vielzweckbau KGS-Nr.: 14256                                      | B    | G   | Dorfstrasse 6 677973 / 284458            |              |
| BW   | Datei hochladen                                                                 | Berghof KGS-Nr.: 14257                                           | B    | G   | Hinterer Berghof 120 677497 / 285905     |              |